# Takamura Kotaro
Takamura Kōtarō (高村 光太郎 Tokyo, 13. ožujka 1883. – Tokyo, 2. travnja 1956.) japanski pjesnik i kipar. 

## Životopis
Studirao na tokyjskoj Akademiji umjetnosti i glazbe, potom u SAD-u, Engleskoj i Francuskoj te se vraća u Japan 1909. godine. Isprva je pisao pjesme u tradicionalnim oblicima (haiku, tanka), a poslije u slobodnom stihu. Osobiti uzori bili su mu Arthur Rimbaud i Charles Baudelaire. Od ranijih zbirki pjesama poznatija je Putovanje (Dōtei, 1914), a najznačajnijom se smatra zbirka Chiekino nebo (Chieko shō, 1941) posvećena preminuloj supruzi. Intimističke pjesme u kojima opisuje početke pa razvoj njezine bolesti te, kao posljedicu, mijene njihove bračne ljubavi pisao je u razdoblju kada su takve teme bile rijetkost u japanskoj književnosti. Nakon 2. svjetskog rata povukao se u osamu. Nastojao je primijeniti načela zapadne estetike u japanskom kiparstvu i pjesništvu: u kiparstvu je osobito cijenio A. Rodina te se zauzimao za isticanje površine, volumena i pokreta. Pisao je i eseje o ulozi umjetnika: njegov utjecajni esej Zeleno sunce (Midoriiro no taiyo, 1910) smatra se prvim izrazom impresionističke poetike u Japanu.